# جو سيمبسون
جو سيمبسون (بالإنجليزية: Joe Simpson) (و. 1960  م) هو كاتب، ومتحدث تحفيزي، وكاتب سيناريو، وخطابة إلهامية بريطاني، ولد في كوالالمبور.

## التعليم
تعلم في كلية أمبلفورث ‏.

## جوائز
حصل على جوائز منها:
- NCR Book Award [الإنجليزية]‏، عن عمل: Touching the Void (book) [الإنجليزية]‏ (1989).

## وصلات خارجية
- جو سيمبسون على موقع IMDb (الإنجليزية)
- جو سيمبسون على موقع قاعدة بيانات الفيلم (الإنجليزية)